# Brent Metcalf

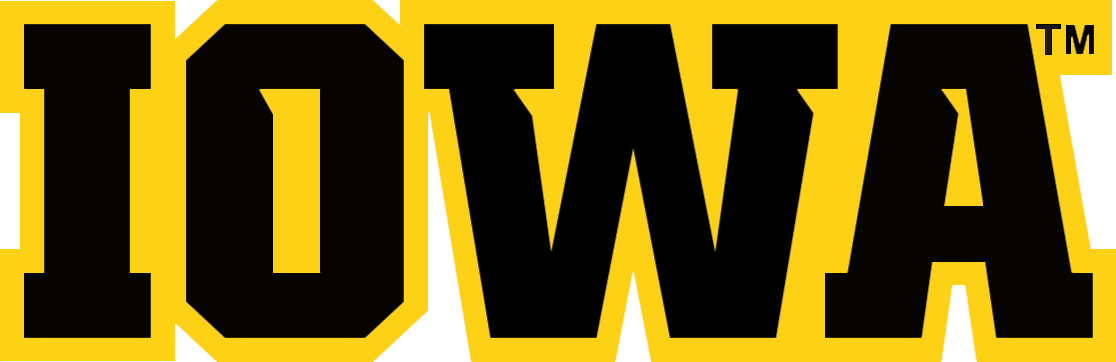
Zawodnik Iowa Hawkeyes

Brent Metcalf (ur. 14 lipca 1986) – amerykański zapaśnik w stylu wolnym. Dziesiąty na mistrzostwach świata w 2015; dwunasty w 2014; dwudziesty w 2010 i 27. miejsce w 2013. Triumfator w igrzyskach panamerykańskich w 2015. Brązowy medalista mistrzostw panamerykańskich z 2009. Drugi w Pucharze Świata w 2013 i 2015, trzeci w 2014 roku.
Zawodnik Davison High School w Michigan i University of Iowa. Trzy razy All American (2008-2010), pierwszy w NCAA Division I w 2008 i 2010;  drugi w 2009. Outstanding Wrestler w 2008 roku.